# Bibliotekarstwo

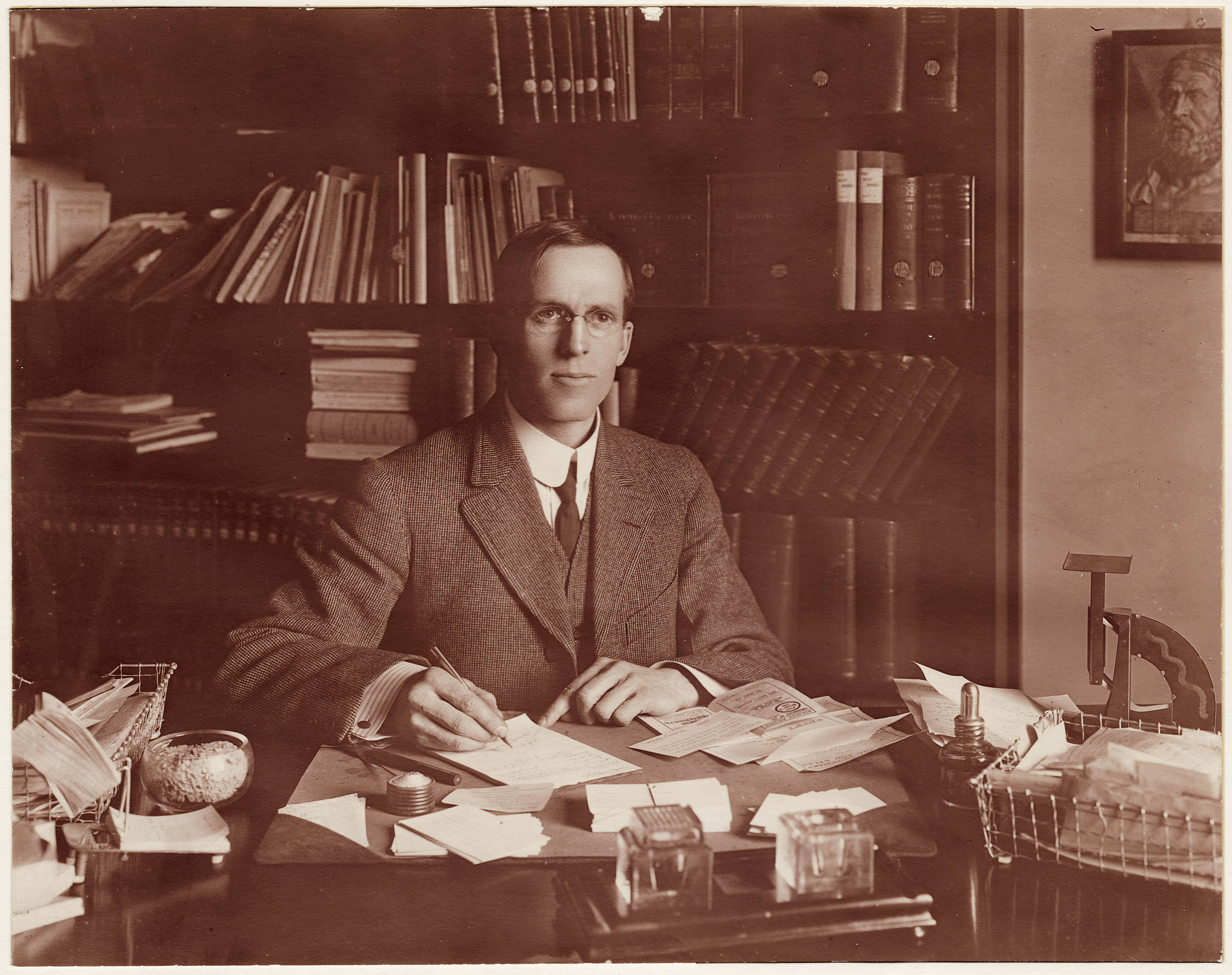
Dyrektor biblioteki

Bibliotekarstwo – ogół umiejętności teoretycznych i praktycznych potrzebnych do wykonywania czynności bibliotekarza: gromadzenia, opracowania i udostępniana zbiorów bibliotecznych; także: zawód pozwalający na wykonywanie czynności bibliotecznych. Bibliotekarstwo wchodzi w zakres bibliotekoznawstwa, jako dyscyplina teoretyczna zajmująca się systematyką i metodyką czynności bibliotecznych.